# Cheti II
Cheti II was een farao van de 9e dynastie van de Egyptische oudheid.

## Biografie
Cheti II was een farao uit Herakleopolis; er is weinig bekend van de farao. Een artefact is opgegraven en ligt nu in het Louvre, het is een mand met cartouches aan de buitenkant. Door de grote chaos tussen de dynastieën onderling is er veel verwoest.

## Bron
- Www.narmer.us